# سی و پنجمین مراسم گلدن گلوب
۳۵مین مراسم گلدن گلوب برای ارج نهادن به بهترین فیلم و شوی تلویزیونی سال ۱۹۷۷ در ۲۸ ژانویه سال ۱۹۷۸ برگزار شد
این دومین سال پی در پی است که هنری وینکلر و کارول برنت برنده گوی زرین می‌شوند. اد اسنر نیز هتریک می‌کند او سومین سال متوالی است که برنده گلدن گلوب می‌شود

## برندگان و نامزدها

### سینمایی
| بهترین فیلم | بهترین فیلم |
| جایزه گلدن گلوب بهترین فیلم – درام | جایزه گلدن گلوب بهترین فیلم – موزیکال یا کمدی |
| --- | --- |
| - نقطه عطف (فیلم ۱۹۷۷) - برخورد نزدیک از نوع سوم - هرگز بهت قول باغ گل رز را نداده بودم - جولیا (فیلم ۱۹۷۷) - جنگ ستارگان (فیلم) | - دختر خداحافظی - آنی هال - High Anxiety - نیویورک، نیویورک (فیلم) - تب شب یکشنبه |
| بهترین اجرا در یک Motion Picture – Drama | |
| جایزه گلدن گلوب بهترین بازیگر مرد – فیلم درام | جایزه گلدن گلوب بهترین بازیگر زن – فیلم درام |
| - ریچارد برتون – ستوران (فیلم) در نقش Dr. Martin Dysart - مارچلو ماسترویانی – یک روز بخصوص (فیلم ۱۹۷۷) در نقش Gabriele - آل پاچینو – بابی دیرفیلد در نقش Bobby Deerfield - گریگوری پک – مک‌آرتور (فیلم) در نقش داگلاس مک‌آرتور - هنری وینکلر – قهرمانان (فیلم ۱۹۷۷) در نقش Jack Dunne | - جین فوندا – جولیا (فیلم ۱۹۷۷) در نقش لیلیان هلمن - آن بنکرافت – نقطه عطف (فیلم ۱۹۷۷) در نقش Emma Jacklin - دایان کیتن – در جستجوی آقای گودبار در نقش Theresa Dunn - کاتلین کویینلان – هرگز بهت قول باغ گل رز را نداده بودم در نقش Deborah Blake - جنا رولندز – شب افتتاحیه (فیلم ۱۹۷۷) در نقش Myrtle Gordon                                                          |
| بهترین اجرا در یک Motion Picture – Comedy or Musical | |
| جایزه گلدن گلوب بهترین بازیگر مرد – فیلم موزیکال یا کمدی | جایزه گلدن گلوب بهترین بازیگر زن – فیلم موزیکال یا کمدی |
| - ریچارد درایفس – دختر خداحافظی در نقش Elliott Garfield - وودی آلن – آنی هال در نقش Alvy Singer - مل بروکس – High Anxiety در نقش Dr. Richard H. Thorndyke - رابرت دنیرو – نیویورک، نیویورک (فیلم) در نقش Jimmy Doyle - جان تراولتا – تب شب یکشنبه در نقش Tony Manero                | - دایان کیتن – آنی هال در نقش Annie Hall - مارشا ماسون – دختر خداحافظی در نقش Paula McFadden - سالی فیلد – اسموکی و بندیت در نقش Carrie - لایزا مینلی – نیویورک، نیویورک (فیلم) در نقش Francine Evans - لی‌لی تاملین – The Late Show در نقش Margo Sperling |
| Best Supporting Performance in a Motion Picture – Drama, Comedy or Musical | |
| جایزه گلدن گلوب بهترین بازیگر نقش مکمل مرد | جایزه گلدن گلوب بهترین بازیگر نقش مکمل زن |
| - پیتر فرث – ستوران (فیلم) در نقش Alan Strang - میخاییل باریشنیکوف – نقطه عطف (فیلم ۱۹۷۷) در نقش Yuri Kopeikine - الک گینس – جنگ ستارگان (فیلم) در نقش اوبی وان کنوبی - جیسون روباردز – جولیا (فیلم ۱۹۷۷) در نقش دشیل همت - ماکسیمیلیان شل – جولیا (فیلم ۱۹۷۷) در نقش Johann        | - ونسا ردگریو – جولیا (فیلم ۱۹۷۷) در نقش Julia - آن مارگرت – Joseph Andrews در نقش Lady Booby - جون بلوندل – شب افتتاحیه (فیلم ۱۹۷۷) در نقش Sarah Goode - لسلی براون – نقطه عطف (فیلم ۱۹۷۷) در نقش Emilia Rodgers - کویین کامینگز – دختر خداحافظی در نقش Lucy McFadden - لیلیا اسکالا – روزلند (فیلم) در نقش Rosa                                                      |
| Other | |
| جایزه گلدن گلوب بهترین کارگردانی | جایزه گلدن گلوب بهترین فیلم‌نامه |
| - هربرت راس – نقطه عطف (فیلم ۱۹۷۷) - وودی آلن – آنی هال - جرج لوکاس – جنگ ستارگان (فیلم) - استیون اسپیلبرگ – برخورد نزدیک از نوع سوم - فرد زینمان – جولیا (فیلم ۱۹۷۷) | - دختر خداحافظی – نیل سایمون - آنی هال – وودی آلن و مارشال بریکمن - برخورد نزدیک از نوع سوم – استیون اسپیلبرگ - جولیا (فیلم ۱۹۷۷) – آلوین سارجنت - نقطه عطف (فیلم ۱۹۷۷) – آرتور لاورنتز |
| جایزه گلدن گلوب بهترین موسیقی | جایزه گلدن گلوب بهترین ترانه غیراقتباسی |
| - جنگ ستارگان (فیلم) – جان ویلیامز - برخورد نزدیک از نوع سوم – جان ویلیامز - اژدهای پیت (فیلم ۱۹۷۷) – جوئل هیرش‌هورن و ال کاشا - تب شب یکشنبه – بری گیب، موریس گیب و رابین گیب و دیوید شایر - جاسوسی که دوستم داشت (فیلم) – ماروین هملیشو کارول بیر سیجر                             | - "You Light Up My Life" (جوزف بروکس (سرودنویس)) – You Light Up My Life - "Down Deep Inside" (جان بری) – عمیق (فیلم ۱۹۷۷) - "How Deep Is Your Love" (بری گیب، موریس گیب and رابین گیب) – تب شب یکشنبه - "نیویورک، نیویورک (ترانه)" (جان کندر، فرد اب) – نیویورک، نیویورک (فیلم) - "Nobody Does It Better" (ماروین هملیش، کارول بیر سیجر) – جاسوسی که دوستم داشت (فیلم) |
| جایزه گلدن گلوب بهترین فیلم غیر انگلیسی‌زبان | |
| - یک روز بخصوص (فیلم ۱۹۷۷) (ایتالیا) - پرورش کلاغ‌ها (اسپانیا) - مادام رزا (فرانسه) - Pardon Mon Affaire (فرانسه) - میل مبهم هوس (فرانسه/اسپانیا) | |

### مجموعه تلویزیونی

#### جایزه گلدن گلوب بهترین مجموعه تلویزیونی – درام
ریشه‌ها (مجموعه تلویزیونی ۱۹۷۷)
- فرشتگان چارلی (مجموعه تلویزیونی)
- ستوان کلمبو
- Family
- Starsky and Hutch
- Upstairs, Downstairs

#### جایزه گلدن گلوب بهترین مجموعه تلویزیونی – موزیکال یا کمدی
همگی در خانواده
- Barney Miller
- The Carol Burnett Show
- روزهای خوش
- Laverne & Shirley

#### جایزه گلدن گلوب بهترین مجموعه تلویزیونی کوتاه یا فیلم تلویزیونی
Raid on Entebbe
- Just a Little Inconvenience
- Mary Jane Harper Cried Last Night
- Mary White
- Something for Joey

#### جایزه گلدن گلوب بهترین بازیگر مرد – مجموعه تلویزیونی درام
اد اسنر - لو گرانت (مجموعه تلویزیونی)
- رابرت کانرد - Baa Baa Black Sheep
- پیتر فالک - ستوان کلمبو
- جیمز گارنر - کارآگاه راکفورد
- تلی ساوالاس - کوجک (مجموعه تلویزیونی)

#### جایزه گلدن گلوب بهترین بازیگر زن – مجموعه تلویزیونی درام
لزلی ان وارن - 79 Park Avenue
- انجی دیکینسون - Police Woman
- کیت جکسون - فرشتگان چارلی (مجموعه تلویزیونی)
- لزلی اوگامس - ریشه‌ها (مجموعه تلویزیونی ۱۹۷۷)
- لیندسی واگنر - زن بیونیک

#### جایزه گلدن گلوب بهترین بازیگر مرد – مجموعه تلویزیونی موزیکال یا کمدی
هنری وینکلر - روزهای خوش
- آلن آلدا - M*A*S*H
- ران هاوارد - روزهای خوش
- هل لیندن - Barney Miller
- کرول اوکانر - همگی در خانواده

#### جایزه گلدن گلوب بهترین بازیگر زن – مجموعه تلویزیونی موزیکال یا کمدی
کارول برنت - The Carol Burnett Show
- بیتریس آرتور - Maude
- پنی مارشال - Laverne & Shirley
- ایزابل سنفرد - The Jeffersons
- جین استیپلتون - همگی در خانواده
- سیندی ویلیامز - Laverne & Shirley